# Velika nagrada Burgundije
Velika nagrada Burgundije je bila avtomobilistična dirka, ki je med letoma 1927 in 1946 potekala v francoskem mestu Dijon. Nobenemu od dirkačev ni uspelo zmagati več kot enkrat, med moštvi pa je najuspešnejši Bugatti s tremi zmagami.

## Zmagovalci
| Leto | Zmagovalec          | Moštvo     | Dirkališče | Poročilo |
| ---- | ------------------- | ---------- | ---------- | -------- |
| 1946 | Jean-Pierre Wimille | Alfa Romeo | Dijon      | Poročilo |
| 1929 | »Georges Philippe«  | Bugatti    | Dijon      | Poročilo |
| 1928 | Janine Jennky       | Bugatti    | Dijon      | Poročilo |
| 1927 | Raymond Leroy       | Bugatti    | Dijon      | Poročilo |